# Tour de Flandes 1959
El Tour de Flandes 1959 és la 43a edició del Tour de Flandes. La cursa es disputà el 30 de març de 1959, amb inici a Gant i final a Wetteren després d'un recorregut de 242 quilòmetres. El vencedor final fou el belga Rik van Looy, que s'imposà a amb 10 segons d'avantatge en l'arribada a Wetteren a un grup de ciclistes encapçalat pels també belgues Frans Schoubben i Gilbert Desmet, que acabaren segon i tercer respectivament.

## Classificació final
|    | Ciclista                  | Equip                            | Temps      |
| -- | ------------------------- | -------------------------------- | ---------- |
| 1  | Rik van Looy (BEL)        | Faema-Guerra                     | 6h 14' 00" |
| 2  | Frans Schoubben (BEL)     | Peugeot-BP-Dunlop                | + 10"      |
| 3  | Gilbert Desmet (BEL)      | Faema-Guerra                     | m. t.      |
| 4  | Arthur Decabooter (BEL)   | Groene Leeuw-Sas-Sinalco         | m. t.      |
| 5  | Jaap Kersten (NED)        | Magneet-Vredestein               | m. t.      |
| 6  | Edgard Sorgeloos (BEL)    | Faema-Guerra                     | m. t.      |
| 7  | Jean-Claude Annaert (FRA) | Rapha-Gem-Dunlop                 | m. t.      |
| 8  | Norbert Vantieghem (BEL)  | Flandria-Dr.Mann                 | m. t.      |
| 9  | Seamus Elliott (IRL)      | Helyett-Leroux-Fynsec-Hutchinson | m. t.      |
| 10 | Henri Denijs (BEL)        | Groene Leeuw-Sas-Sinalco         | m. t.      |